# Aspila translucens
Aspila translucens är en fjärilsart som beskrevs av Felder 1874. Aspila translucens ingår i släktet Aspila och familjen nattflyn. Inga underarter finns listade i Catalogue of Life.